# Mauricio Redolés
Luis Mauricio Redolés Bustos, nombrado comúnmente como Mauricio Redolés (Santiago, 6 de junio de 1953) es un poeta y músico chileno. Es conocido por su poética que une la crítica política y social, sus memorias sobre el exilio, la tortura y la dictadura, y el humor. Su álbum Quién mató a Gaete? (1996) fue reconocido entre los 50 discos más importantes de la música chilena por la revista Rolling Stones y entre los 600 discos más importantes de la música latinoamericana del siglo XX.En 2022 fue reconocido con el premio Música Nacional Presidente de la República.

## Biografía
Hijo de Flor Bustos y Luis Redolés, creció en una familia que no apoyó sus motivaciones musicales.
A los 19 años ingresó a la Escuela de Derecho de la Universidad Católica de Valparaíso, pero en 1973, a sus 20 años, se cambió a la Sede Valparaíso de la Universidad de Chile (actual Escuela de Derecho de la Universidad de Valparaíso).
Militante de las Juventudes Comunistas, después del golpe militar del 11 de septiembre de 1973 fue detenido por el Servicio de Inteligencia Naval y enviado en calidad de preso a la bodega del buque Lebu. Así comenzó su peregrinar de dos años por distintas prisiones —la Navidad de ese mismo año estuvo en el cuartel Orden y Seguridad Silva Palma; el año nuevo de 1974 lo pasó en Melinka y después fue llevado a la cárcel pública de Valparaíso— en las que fue golpeado y torturado.
Salió al exilio político en 1975, a Inglaterra, país en el que vivió diez años. En Londres estudió en la City University, donde obtuvo un bachillerato en sociología. En la capital británica editó sus primeras obras poéticas y su primer casete Canciones & poemas. 
El 31 de agosto de 2016 sufrió un accidente cerebrovascular que lo mantuvo 21 días hospitalizado. "Luego del accidente estuve 10 días borrado. Incluso con alucinaciones. Y el día 11 de septiembre volví a recordar. [...] Salí del Hospital Clínico de la Universidad de Chile en silla de ruedas. Aprendí a caminar de nuevo. Tengo una relativa menor sensibilidad en la mitad izquierda del cuerpo. No puedo tocar la guitarra ni hacer acordes", contó Redolés a La Tercera.
En 2022 la Corte de Apelaciones de Santiago ordenó al fisco pagar 80 millones de pesos al artista como indemnización por las torturas de que fuera víctima durante la Dictadura Militar y antes de partir al exilio. Tras haber sido rechazada la apelación del Estado de Chile (alegando prescripción de los hechos), la Corte elevó el monto de compensación por daño moral a 100 millones de pesos.
Su poesía ha sido citada por diversos políticos en Chile y América Latina. En abril de 2019, el presidente de México Manuel López Obrador citó su poema Mmmh! de El estilo de mis matemáticas para referirse al contexto político de su país.

## Trayectoria artística
Luego de telonear a Patricio Manns y lee un par de sus poemas, en lo que figuraba «Decreto con fuerza de exilio», fue contactado por Mónica Tardito, quien le pidió algunos poemas para entregárselos a una chilena que vivía en París y que estaba preparando una antología. Se refería a Soledad Bianchi, cuya antología de poetas jóvenes chilenos se titularía Entre la lluvia y el arcoíris y aparecería en 1983, en Róterdam. Entre los seleccionados estaban Raúl Zurita, Gonzalo Millán, Roberto Bolaño, Bruno Montané y Redolés.
Además de dedicarse a la música y la poesía, continuó sus actividades políticas, viajó por diversos países de Europa y participó en encuentros solidarios con la causa democrática chilena. En el exilio conoció a Nemesio Antúnez, que ilustraría su poemario Tangos y más tarde le entregaría los dibujos originales.
Regresó a Chile en 1985, y luego de un tiempo, se instaló el barrio Yungay, en la misma casa que había dejado atrás.Allí armó la banda Son Ellos Mismos y editó el casete Bello barrio, que lo convirtió "en un poeta rockero de culto".
Luego vendrían los discos Química (de la lucha de clases) (1991) y el clásico ¿Quién mató a Gaete? (1996), producido por Álvaro Henríquez y Hernán Rojas. Para la difusión de este trabajo agrupó a su banda más emblemática, Los Ex-Animales Domésticos, con quienes registraría Bailables de Cueto Road (1998), Redolés & Los Ex-Animales Domésticos: En Chile en 2001 y 12 Thomas en 2004.
Dentro de los miembros de los Los Ex-Animales Domésticos en la formación 1996 y 1998 se encuentra Gerardo "Gatillo" Zúñiga, bajista y director de la banda y fundador de la banda "Bluseros Muertos".
Luego de la disolución ese grupo formaría Ruido Bustos, en el cual participó su hijo mayor, Sebastián, en la batería. Con esta formación y bajo etiqueta Oveja Negra lanzaron el disco-DVD Cachai Reolé?, que obtuvo el premio Altazor 2009 en la categoría mejor disco de rock. Al poco tiempo la banda se separaría.
En 2010 formó la banda Simellaman Boys, con quienes presentó un nuevo disco: El hombre es un saqueador.

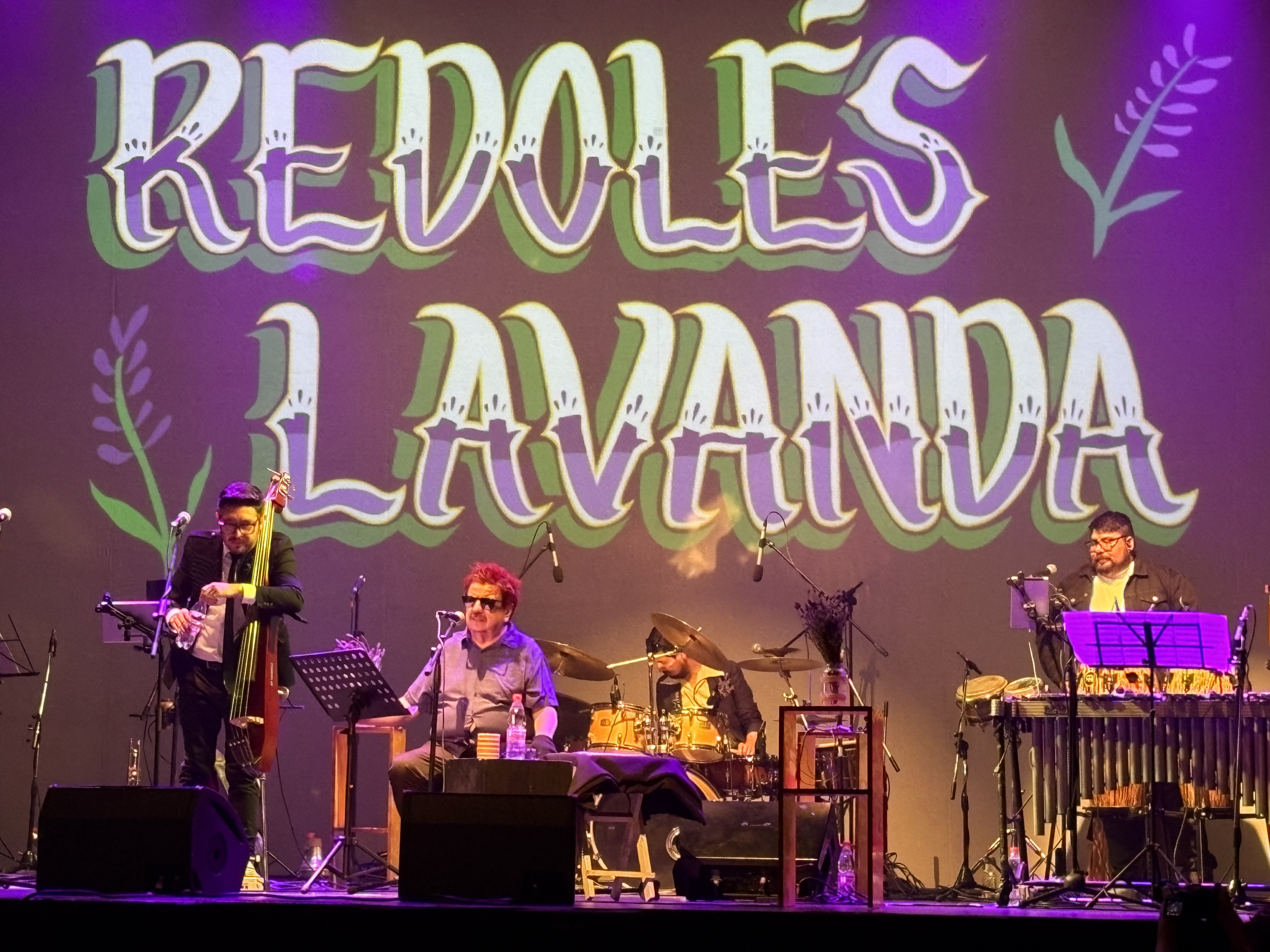
Redolés en el lanzamiento de su disco Redolés Lavanda (2024)

Con Perrosky, banda donde toca su hijo Sebastián, editó en 2013 el álbum One, two, tres, cuatro, grabado en México en el sello Algo Records con la participación de Carlos Corales, legendario guitarrista de Aguaturbia, y de la cantante Denise. Galardonado con el Premio Altazor 2014 al Mejor Álbum Rock, dos de las canciones que incluye ganaron en otras sendas categorías del mencionado premio: Recabarren's Blues como la Mejor Canción Rock 2014, y Suda Mery Cano como la Mejor Canción Tropical.
En 2024 lanzó su disco Redolés Lavanda, donde recoge, entre otros, poemas olvidados de su época en el exilio y musicalizaciones de las obras del poeta Roque Dalton. Colaboraron en él los músicos Carlos Cabezas, Tita Parra y Constanza Toledo.

## Premios
- Finalista del Premio Altazor de Poesía 2001 con Estar de la poesía o el estilo de mis matemáticas
- Premio Altazor 2009 de Música Rock por Cachai Reolé?
- Premios Altazor 2014 al Mejor Álbum Rock por One, Two, Tres, Cuatro, a la Mejor Canción Rock por Recabarren´s Blues y a la Mejor Canción Tropical por Suda Mery Cano
- Premio Nacional de Humor 2015

## Discografía
Álbumes de estudio
- Canciones y poemas, casete independiente, Londres, 1985 (remasterizado por Perrosky en estudios Algo Records, Santiago, 2006)
- Bello barrio, casete independiente, Santiago, 1987
- Química (de la lucha de clases), casete y CD, Alerce, Santiago, 1991
- ¿Quién mató a Gaete?, casete y CD, Sony Music, Santiago, 1996
- Bailables de Cueto Road,  casete y CD, Beta Pictoris, Santiago, 1998
- El hombre es un saqueador,  CD, Algo Records, Santiago, 2010
- One, two, tres, cuatro, CD, Algo Records, Santiago, 2013
- Quiero seguir continuando, Beta Pictoris, 2020
- Redolés Lavanda, Beta Pictoris, 2024

Álbumes en vivo
- Redolés en Shile (work in progress), CD, Beta Píctoris, Santiago, 2001
- 12 Thomas, CD, Beta Pictoris, Santiago, 2004
- Cachai Reolé?, CD-DVD, Oveja Negra, Santiago, 2008

## Publicaciones
- Poemas urgentes, 1982
- Poema homenaje a los caballos muertos en las cien mil batallas más importantes de la historia de los caballos, "pequeña edición fotocopiada de no más de 30 ejemplares",[19] 1983
- Treinta poemas guardados en la retina social y una de mí mismo, poesía, Publicación Independiente, 1984
- Chilean Speech/Shilean Espich, poesía, edición bilingüe, traducción de Jhon Lyonns y Mairi Palmer; Artery Poets, 1986
- Tangos, poesía, con diez tangos dibujados especialmente para el libro por Nemesio Antúnez, Editorial Eléctrica Chilena, 1987
- Chileno feo, poesía, Publicación Independiente, 1992
- Guitarreo estándar, poesía, Editorial Beta Pictoris, Santiago, 2000
- Estar de la poesía El estilo de mis matemáticas, Beta Pictoris, Santiago, 2000
- Los versos del subteniente o Teoría de la luz propia, poesía, LOM, Santiago, 2011
- El estilo de mis matemáticas, antología, Lumen, Santiago, 2017
- Algo nuevo anterior, recuerdos, Lumen, Santiago, 2017
- Otra cosa: Siento tres canciones de Mauricio Redolés, Beta Pictoris, Santiago, 2023